# Мадджхима-никая
«Мадджхима-никая» («Собрание средних [наставлений]») — буддийский текст, вторая из пяти никай в «Сутта-питаке». Эта никая состоит из 152 сутт, приписываемых Будде и его основным ученикам. Текст затрагивает практически все аспекты буддизма, включая помимо основ доктрины и этики монашескую жизнь, аскетизм, споры Будды и джайнов, различные виды медитаций, содержит много легенд. Сами сутты представлены в разных формах: проповеди, диалоги и простой нарратив.
Как и в Дигха-никае, все тексты Мадджхима-никаи начинаются словами «Так я слышал...».

## Содержание
«Мадджхима-никая» содержит 152 сутты, разделённые на три группы по пятьдесят (паннасы). Эти группы делятся далее на вагги (разделы), по десять сутт в каждой. Исключение составляет последняя вагга, содержащая двенадцать сутт. Названия вагг зачастую отражают их содержание, некоторые же названы по своей первой сутте.
Определённой закономерности построения текстов внутри вагг нет, но существуют семнадцать пар сутт, названия которых отличаются лишь префиксами «маха» и «чула» соответственно, и в большинстве случаев такие пары идут вместе. Чаще всего версии с «маха» являются более продолжительными.
Ряд сутт Мадджхима-никаи идентичен некоторым суттам других разделов Сутта-питаки. Например, Сатипаттхана-сутта (MН 10) повторяет изложенное в Маха-сатипаттхана-сутте (ДН 22), лишь с более детальным рассмотрением Четырех Благородных истин. Текст Бахуведания-сутты (MН 59) идентичен тексту сутты СН XXXVI.19, входящей в Самьюта-никаю, третий раздел Сутта-питаки.
Мула-паннаса — сутты в этой группе содержат информацию о жизни и карьере Будды, при этом нередко отсутствующую в других местах канона.
Мадджхима-паннаса — здесь в суттах рассказывается об отношениях Будды с джайнами и брахманами и тех разногласиях, которые возникли после его смерти.
Упари-паннаса — часть сутт этой группы была написана учениками Будды и рассказывают об их проповедях. Имеют более позднее происхождение, чем сутты двух первых паннас.
Индекс сутт Мадджхима-никаи состоит из букв (в западной литературе — M или MN, в русскоязычной литературе — МН) и группы цифр, обозначающих порядковый номер сутты. Нумерация сутт сквозная.
Полный список сутт приведён в статье «Список сутт «Мадджхима-никая».

## Связь с Канонами других школ буддизма
«Мадджхима-никая» соответствует «Мадхьяма-агаме», принадлежащей разным санскритским школам раннего буддизма. Версия последней на китайском языке, созданная в 397—398 гг., содержит 222 сутры против 152 в палийской никае.

### Переводы на русский
- Мадджхима-никая. Наставления Будды средней длины. Часть I / пер. с англ. SV. — М.: Ганга, 2020. — 656 с. — 1000 экз. — ISBN 978-5-907243-18-7.
- Мадджхима-никая. Наставления Будды средней длины. Часть II: Срединные пятьдесят наставлений / пер. с англ. SV. — М.: Ганга, 2020. — 592 с. — 1000 экз. — ISBN 978-5-907243-42-2.
- Наставления Будды средней длины. Часть III. Третьи пятьдесят наставлений / пер. с англ. SV. — М.: Ганга, 2020. — 544 с. — 1000 экз. — ISBN 978-5-907243-70-5.

### Переводы на английский
- Bhikkhu Nanamoli and Bhikkhu Bodhi (trans.), The Middle Length Discourses of the Buddha: A Translation of the Majjhima Nikaya, 1995, Somerville: Wisdom Publications ISBN 0-86171-072-X.
- I.B. Horner (trans.), The Book of Middle Length Sayings, 1954-9, 3 volumes, Bristol: Pali Text Society.